# Versicherungsbedingungen
Versicherungsbedingungen sind die Vereinbarungen eines Versicherungsvertrages und regeln den Vertragsinhalt.

## Bedeutung
Da eine Versicherung kein gegenständliches, sondern ein abstraktes, allein durch die rechtlichen Bestimmungen des Vertrages dargestelltes Produkt ist, haben die Versicherungsbedingungen gegenüber normalen Vertragsvereinbarungen eine besondere Bedeutung. Durch die Versicherungsbedingungen entsteht der Vertragsgegenstand erst. In einem normalen Kaufvertrag werden hingegen nur die Abwicklungsmodalitäten des Eigentumsübergangs eines dort nur bezeichneten Gegenstandes geregelt. Daher erhalten die Vereinbarungen eines Versicherungsvertrages eine besondere Bezeichnung.
Da Versicherung ein kollektives Geschäft ist, bei dem große Zahlen gleichartiger Risiken gemeinschaftlich ausgeglichen werden, müssen die Versicherungsverträge der Versicherer möglichst einheitlich sein. Zu diesem Zweck verwenden die Versicherer möglichst für alle Verträge die gleichen Versicherungsbedingungen. Es gibt nur in sehr eingeschränktem Umfang die Möglichkeit, davon im Einzelfall abzuweichen. Daher werden die Vereinbarungen der Versicherungsverträge als Bedingungen bezeichnet, da die Versicherer nur unter diesen Bedingungen Versicherungsschutz gewähren.

## Rechtliche Grenzen
Der Inhalt eines Versicherungsvertrages bestimmt sich nicht ausschließlich aus den Versicherungsbedingungen, die vereinbart wurden. Wie bei jedem Vertrag sind die Regelungen des BGB und anderer gesetzlicher Vorschriften zu beachten. Insbesondere regelt das Versicherungsvertragsgesetz den Inhalt eines Versicherungsvertrages.

## Allgemeine und besondere Versicherungsbedingungen
Innerhalb der Versicherungsbedingungen unterscheidet man zwischen den Allgemeinen Versicherungsbedingungen (AVB) und den Besonderen Versicherungsbedingungen. Allgemeine Versicherungsbedingungen, sind diejenigen Versicherungsbedingungen, die den Charakter von Allgemeinen Geschäftsbedingungen haben, die also für eine Vielzahl von Verträgen verwendet werden. Besondere Versicherungsbedingungen sind diejenigen Versicherungsbedingungen, die im Einzelfall konkret zwischen den Vertragsparteien vereinbart wurden.
Allerdings entspricht der Sprachgebrauch in der Praxis nicht dem gesetzlichen. In der Praxis wird nur ein Teil der AVB tatsächlich auch unter dem Titel Allgemeine Versicherungsbedingungen in der Vertragsurkunde, dem Versicherungsschein, aufgeführt. Tatsächlich sind häufig die unter dem Titel Besondere Versicherungsbedingungen aufgeführten Bestimmungen des Vertrages auch AVB. Auch die meisten übrigen, oft über die restlichen Teile der Vertragsurkunde verteilten Bestimmungen sind AVB, ggf. auch Bestimmungen im Antrag oder in Informationen, die äußerlich nicht Teil der Vertragsurkunde sind. Besondere, also individuell vereinbarte Versicherungsbedingungen werden oft handschriftlich oder in einem Anhang zur Vertragsurkunde hinzugefügt.

## Musterbedingungen
Bei den von Versicherungsunternehmensverbänden herausgegebenen Musterbedingungen handelt sich um unverbindliche Empfehlungen.